# Jeux olympiques d'hiver de 1960
Vous lisez un « bon article » labellisé en 2012.
Pour les articles homonymes, voir Jeux olympiques de 1960.
Les Jeux olympiques d'hiver de 1960, officiellement connus comme les VIIIes Jeux olympiques d'hiver, ont lieu à Squaw Valley aux États-Unis, du 18 au 28 février 1960. En 1955, le Comité international olympique fait le choix inattendu d'attribuer les Jeux d'hiver de 1960 à Squaw Valley. La station est alors très peu développée. Tous les équipements sportifs et les infrastructures sont construits ou améliorés entre 1956 et 1960 pour un coût de 80 millions de dollars. Les athlètes logent dans le premier véritable village olympique et les organisateurs conçoivent les sites pour que les spectateurs et les athlètes puissent les atteindre à pied. Les cérémonies d'ouverture et de clôture sont produites par Walt Disney et diffusées par la chaîne CBS. C'est la première fois que les droits de télévision pour diffuser les Jeux olympiques sont vendus au plus offrant. C'est aussi la première fois depuis 28 ans que les Jeux sont organisés en Amérique du Nord.
665 athlètes de 30 nations participent à 4 sports et 27 épreuves. Le patinage de vitesse féminin et le biathlon font leurs débuts olympiques. Les organisateurs décident de ne pas construire de piste de bobsleigh à cause des coûts élevés et du faible nombre de participants. C'est la seule fois de l'histoire que ce sport n'est pas au programme des Jeux d'hiver. L'Union soviétique est de loin la nation la plus médaillée : elle gagne 21 médailles, dont 7 en or. Les patineurs de vitesse soviétiques Evgueni Grichine et Lidia Skoblikova sont les seuls doubles champions olympiques. Le bûcheron suédois Sixten Jernberg ajoute une médaille d'or et une d'argent aux quatre récompenses obtenues aux Jeux d'hiver de 1956. Avec ses trois médailles gagnées quatre ans plus tard, il finit sa carrière avec 9 médailles olympiques. En 1964, c'est l'athlète le plus médaillé de l'histoire aux Jeux d'hiver.
La situation politique affecte la préparation des Jeux. Les tensions entre les États-Unis et l'Union soviétique s'intensifient et le CIO est obligé de débattre sur la participation de la Chine, de Taïwan, de la Corée du Nord et de l'Allemagne de l'Est à cause de la Guerre froide. En 1957, le gouvernement américain menace de refuser les visas aux athlètes des pays communistes. Le CIO menace donc de retirer l'organisation des Jeux d'hiver de 1960 à Squaw Valley. Sous la pression internationale, les États-Unis autorisent la participation des sportifs des pays communistes.

## Contexte

### Sélection de la ville hôte
Squaw Valley est un choix inattendu pour les Jeux olympiques d'hiver de 1960. La ville d'Innsbruck, en Autriche, a un dossier convaincant et est considérée comme la favorite, alors qu'en 1955, Squaw Valley est une station de ski en difficulté avec très peu d'infrastructures,. Le seul habitant et propriétaire d'une maison dans la région est Alexander Cushing. Un article de journal expliquant que les villes de Reno et Anchorage expriment leur intérêt pour les Jeux olympiques lui donne l'idée de la candidature de Squaw Valley,. Cushing, président de la compagnie de développement de la station, demande au gouverneur de Californie Goodwin Knight de soutenir la candidature. L'administration de Knight donne son accord et recommande à la Législature de l'État de Californie de lui accorder un million de dollars. Basé sur le soutien financier reçu de l'état de Californie, le Comité olympique américain approuve la candidature le 7 janvier 1955. Cushing et le comité olympique reçoivent une résolution adoptée par le Congrès des États-Unis et signée par le président Dwight Eisenhower, et appellent le Comité international olympique (CIO) pour déposer la candidature de Squaw Valley pour les Jeux de 1960. Des rapports préliminaires pour les candidatures d'Innsbruck, de Saint-Moritz en Suisse et de Garmisch-Partenkirchen en Allemagne de l'Ouest sont rédigés et soumis au CIO. Lors de la 50e session du CIO à Paris, en juin 1955, Squaw Valley est choisie pour accueillir les Jeux de 1960 en battant Innsbruck de deux voix. Le président du CIO Avery Brundage avertit qu'à moins que plus de fonds soient levés avant avril 1956, les Jeux seraient attribués à Innsbruck. Quatre autres millions de dollars sont investis par la Législature de l'État, ce qui satisfait les exigences de Brundage. Le 4 avril 1956, les Jeux sont officiellement attribués à Squaw Valley. Les athlètes et les officiels européens sont exaspérés par ce choix et estiment que les pistes de ski alpin ne sont pas aux normes de la Fédération internationale de ski.
| Ville                  | Pays                 | 1er tour | 2e tour |
| Squaw Valley           | États-Unis           | 30       | 32      |
| Innsbruck              | Autriche             | 24       | 30      |
| Garmisch-Partenkirchen | Allemagne de l'Ouest | 5        | —       |
| Saint-Moritz           | Suisse               | 3        | —       |

### Politique

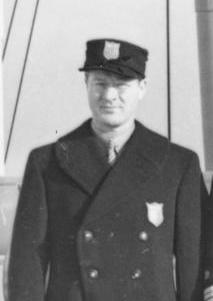
Le président du CIO Avery Brundage.

La compétition sportive entre l'Union soviétique et les États-Unis grandit intensément pendant les années 1950. Politiquement, leurs idéologies opposées et leurs intérêts dans des nations telles que l'Allemagne, la Chine et la Corée créent une situation délicate alors que les Jeux d'hiver de 1960 approchent. Un intérêt particulier est porté sur la question de la participation de la Chine. Ce pays a participé pour la dernière fois aux Jeux d'été de 1952, mais s'est depuis retiré du CIO à cause d'un conflit sur la participation de Taïwan comme pays séparé. Les États-Unis soutiennent Taïwan alors que l'Union soviétique est derrière la Chine. Comme les Jeux d'hiver de 1960 se tiennent aux États-Unis, certains membres du CIO craignent que ce pays n'autorise pas la Chine, ou n'importe quel pays communiste, à participer. En 1957, le président du CIO Avery Brundage annonce que si les États-Unis refusaient la participation de n'importe quel pays reconnu par le CIO, il retirerait l'organisation des Jeux à Squaw Valley. Il ajoute qu'il démissionnerait de la présidence du CIO si les restrictions n'étaient pas levées. Sous la pression internationale, les États-Unis autorisent les athlètes des pays communistes à participer. La Chine continue à demander l'exclusion de Taïwan du CIO, ce qui est refusé. Elle rompt alors ses relations avec le CIO, ce qui met fin à tout espoir que le pays participe en 1960.
Des problèmes similaires à ceux de la Chine éclatent en Corée du Nord et en Allemagne de l'Est. Avant la guerre de Corée, le CIO a reconnu le Comité olympique coréen, qui a son siège à Séoul. La Corée du Nord n'était pas considérée comme un pays séparé par le CIO qui maintenait l'existence d'un seul comité olympique. La création d'une équipe unifiée, comme celle de l'Allemagne, est proposée comme compromis mais est rejetée, ce qui signifie que seuls les athlètes sud-coréens participeraient grâce à leurs précédentes participations. La pression pour une reconnaissance complète de l'Allemagne de l'Est continue bien qu'elle ait participé en tant qu'équipe unifiée en 1956. Les Allemands de l'Est demandent que l'équipe unifiée participe sous un drapeau neutre. Les officiels de l'Allemagne de l'Ouest refusent cette requête, puisque le drapeau de l'Allemagne de l'Ouest a été utilisé pour les Jeux d'été et d'hiver en 1956. Le drapeau neutre est finalement adopté et l'équipe unifiée d'Allemagne participe.

## Organisation

### Construction des sites et des infrastructures

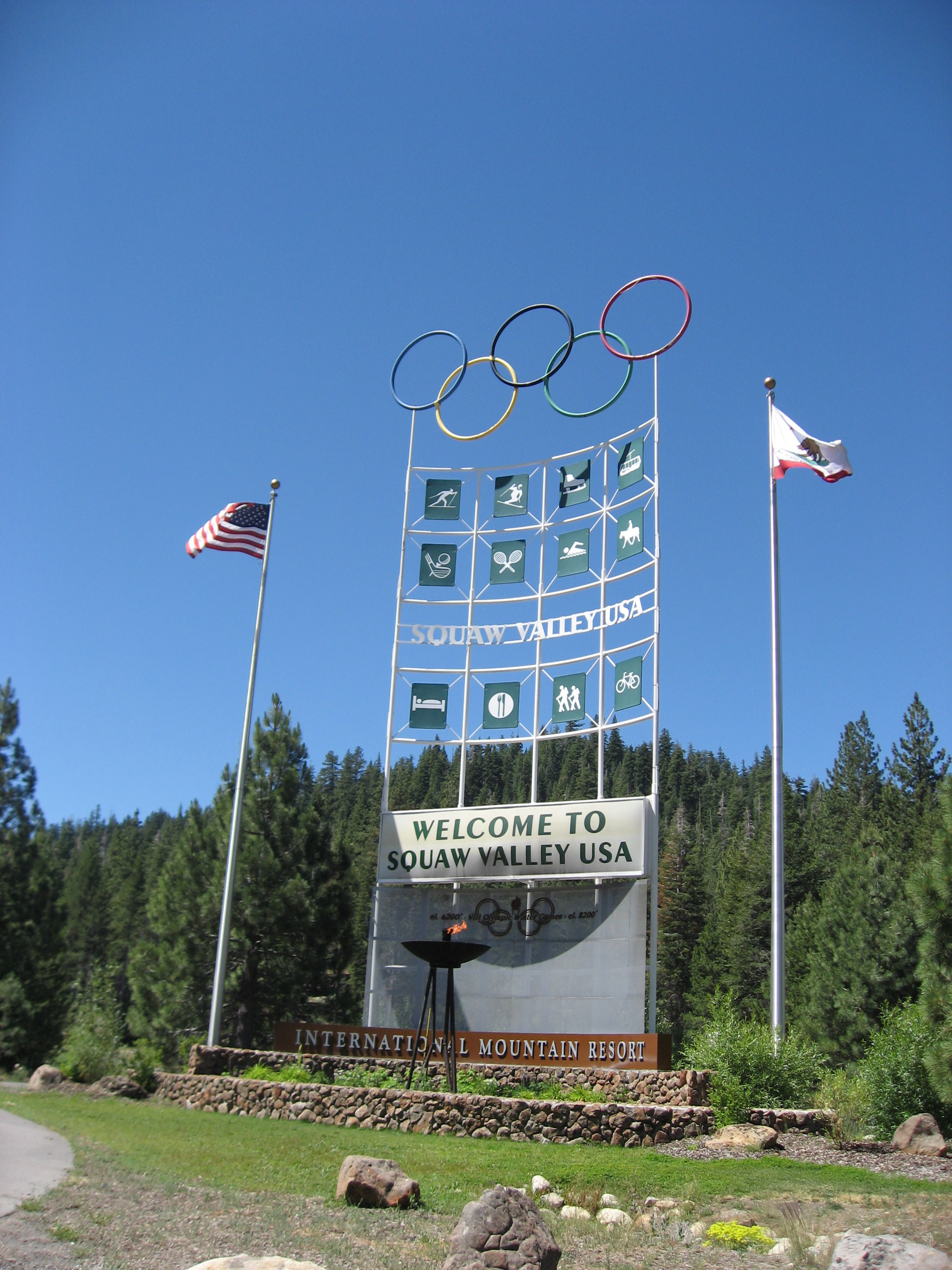
Panneau à l'extérieur du village olympique à Squaw Valley.

En 1955, la station de Squaw Valley, à 300 km de San Francisco, consiste en un télésiège, deux câbles de remontée et un hôtel de 50 chambres. Alexander Cushing présente le site comme un endroit vide avec un environnement intact où une station de sports d'hiver de classe mondiale pourrait être construite. L'obscurité du site est mise en évidence lors de la cérémonie de clôture des Jeux olympiques d'hiver de 1956. Traditionnellement, le maire de la ville hôte passe un drapeau au maire de la prochaine ville hôte pour la transmission des Jeux. Comme Squaw Valley est une zone non incorporée, il n'a pas de maire. John Garland, membre californien du CIO, est chargé de recevoir le drapeau du maire de Cortina d'Ampezzo.
Après que les Jeux ont été attribués à Squaw Valley, la commission olympique de Californie est formée pour mener l'organisation des Jeux. Les sites sportifs, un village olympique et des infrastructures doivent être construits et étendus dans un espace de quatre ans. Avec l’expansion des routes, des ponts et du réseau d'eau et d'électricité, la station devient la ville de Squaw Valley. Des hôtels, des restaurants, des bâtiments administratifs, le bureau du shérif et une station d'épuration et de traitement sont construits pour gérer l'afflux d'athlètes, d'officiels et de spectateurs pour les Jeux. Les organisateurs veulent que presque tous les sites soient proches les uns des autres et du village olympique. La Blyth Memorial Ice Arena, trois patinoires extérieures, une piste ovale de patinage de vitesse de 400 mètres et quatre dortoirs pour loger les athlètes doivent être construits. La piste de bobsleigh est un site qui s'avère difficile à construire. Le faible nombre de participants et le coût de construction élevé de la piste sont des raisons suffisantes pour que les organisateurs décident de supprimer les épreuves de bobsleigh du programme des Jeux de 1960,.

### Innovations
Plusieurs modèles innovants et des nouvelles technologies sont utilisés pendant les Jeux. Les épreuves de patinage de vitesse et artistique et de hockey sur glace sont disputées sur de la glace artificielle pour la première fois de l'histoire olympique. Un système de réfrigération capable de chauffer 4800 maisons doit être construit pour générer et maintenir la glace de la Blyth Arena, qui accueille aussi les cérémonies d'ouverture et de clôture. La chaleur produite est utilisée pour chauffer les spectateurs, fournir de l'eau chaude et faire fondre la neige tombée sur les toits. Le stade est construit avec un espace de 56 centimètres dans le toit pour qu'il puisse glisser et se fermer quand la température baisse et que les câbles qui le supportent se rangent. Longines fournit un nouveau système de chronométrage qui utilise une horloge à quartz précise au centième de seconde et IBM met à disposition un ordinateur capable de classer les résultats et de les imprimer en anglais et en français.

### Aspects financiers
Les fonds pour la candidature initiale au CIO d'Alexander Cushing viennent de la Législature de l'État de Californie et des investisseurs de la compagnie de développement de Squaw Valley, propriétaires de la station existante. Les organisateurs demandent l'aide du gouvernement fédéral pour financer les nouvelles constructions. Ces Jeux sont les premiers aux États-Unis à recevoir de l'argent du gouvernement fédéral, qui fournit environ un quart des 80 millions de dollars que coûtent les Jeux. Ces fonds sont utilisés pour construire la Blyth Arena et comprennent une aide militaire pendant les Jeux. Les sponsors privés et l'État de Californie fournissent aussi de l'argent. Le gouverneur Goodwin Knight et son successeur Pat Brown restent derrière le projet. Ils y voient un moyen de promouvoir l'État de Californie dans le monde.

### Télévision
Les premiers Jeux olympiques d'hiver diffusés à la télévision sont ceux de 1956. En revanche, la vente de droits exclusifs pour diffuser les Jeux est une nouveauté. Le comité d'organisation des Jeux de Squaw Valley décide de vendre des droits de diffusion télévisuelle à la chaîne CBS pour un montant de 50 000 dollars,. À cette époque, personne ne sait combien la vente de droits de diffusion sera lucrative. Par exemple, CBS achète les droits pour les Jeux olympiques d'été de 1960 à la fin de l'année pour 550 000 dollars. CBS diffuse 31 heures de télévision sur le hockey sur glace, le patinage de vitesse et artistique, le ski alpin et le saut à ski. L'impact de la télévision est ressenti pendant les Jeux. En ski alpin, dans le slalom des hommes, les officiels qui ne sont pas sûrs de savoir si un skieur a manqué une porte demandent à CBS de revoir la course. Cette demande donne à CBS l'idée de l'instant replay, c'est-à-dire de la rediffusion d'une image prise en direct, peu de temps après sa première diffusion.

### Nations participantes
Un total de 30 nations envoie des athlètes à Squaw Valley, soit deux de moins que quatre ans plus tôt. Le nombre d'athlètes est de 665. Il est en baisse comparé aux 821 participants en 1956. L'Afrique du Sud participe aux Jeux d'hiver pour la première fois. Les athlètes sud-africains ne participent ensuite plus avant 1994, parce que le pays est exclu des Jeux olympiques à cause de l'apartheid. L'Argentine, le Danemark et la Nouvelle-Zélande retrouvent cette compétition après l'avoir manquée en 1956, alors que la Belgique, la Bolivie, la Grèce, l'Iran, la Roumanie et la Yougoslavie, qui ont participé quatre ans plus tôt, ne concourent pas à Squaw Valley. Les athlètes de l'Allemagne de l'Ouest et de l'Est participent ensemble comme l'Équipe unifiée d'Allemagne de 1956 à 1964.
Le nombre indiqué entre parenthèses est le nombre d'athlètes engagés par pays.
| - Afrique du Sud (4) - Équipe unifiée d’Allemagne (74) - Argentine (6) - Australie (30) - Autriche (26) - Bulgarie (7) - Canada (44) - Chili (5) - Corée du Sud (7) - Danemark (1) |  | - Espagne (4) - États-Unis (79) - Finlande (48) - France (26) - Hongrie (3) - Islande (4) - Italie (28) - Japon (41) - Liechtenstein (3) - Liban (2) |  | - Norvège (29) - Nouvelle-Zélande (4) - Pays-Bas (7) - Pologne (13) - Grande-Bretagne (17) - Suède (47) - Suisse (21) - Tchécoslovaquie (21) - Turquie (2) - Union soviétique (62) |

## Déroulement

### Calendrier
La cérémonie d’ouverture a lieu le 18 février, tout comme les premiers matches du tournoi de hockey. Du 19 au 28 février, jour de la cérémonie de clôture, au moins une finale d'épreuve est disputée chaque jour.
| CO | Cérémonie d'ouverture | ● | Épreuve | 1 | Finale d'épreuve | CC | Cérémonie de clôture |

| février 1960           | 18 Jeu | 19 Ven | 20 Sam | 21 Dim | 22 Lun | 23 Mar | 24 Mer | 25 Jeu | 26 Ven | 27 Sam | 28 Dim | Nombre d'épreuves |
| ---------------------- | ------ | ------ | ------ | ------ | ------ | ------ | ------ | ------ | ------ | ------ | ------ | ----------------- |
| Cérémonies             | CO     |        |        |        |        |        |        |        |        |        | CC     |                   |
| Hockey sur glace       |        | ●      | ●      | ●      | ●      | ●      | ●      | ●      |        | ●      | 1      | 1                 |
| Patinage artistique    |        | 1      |        | ●      |        | 1      | ●      |        | 1      |        |        | 3                 |
| Ski de fond            |        | 1      | 1      |        |        | 1      |        | 1      | 1      | 1      |        | 6                 |
| Patinage de vitesse    |        |        | 1      | 1      | 1      | 1      | 1      | 1      | 1      | 1      |        | 8                 |
| Ski alpin              |        |        | 1      | 1      | 1      | 1      | 1      |        | 1      |        |        | 6                 |
| Biathlon               |        |        |        | 1      |        |        |        |        |        |        |        | 1                 |
| Combiné nordique       |        |        |        |        | 1      |        |        |        |        |        |        | 1                 |
| Saut à ski             |        |        |        |        |        |        |        |        |        |        | 1      | 1                 |
| Nombre de finales/jour |        | 2      | 3      | 3      | 3      | 4      | 2      | 2      | 4      | 2      | 2      |                   |
| Total cumulé           |        | 2      | 5      | 8      | 11     | 15     | 17     | 19     | 23     | 25     | 27     | 27                |

### Cérémonie d'ouverture

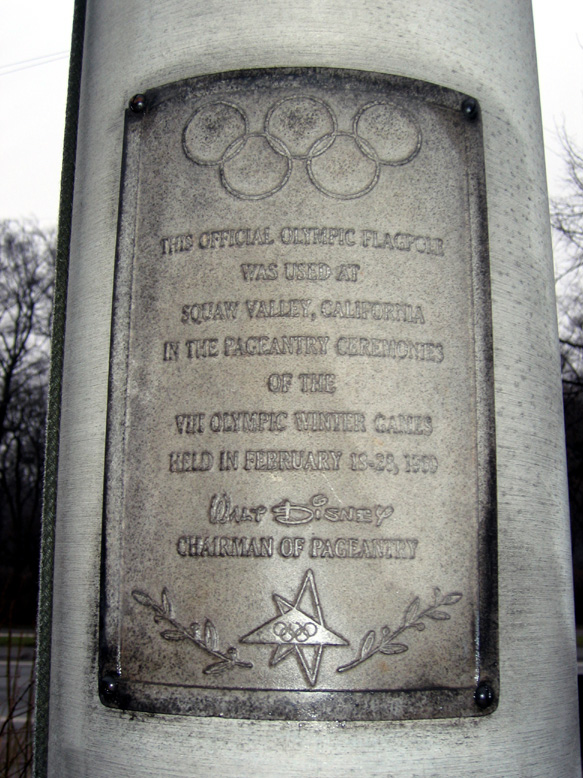
Une plaque sur un mât pour drapeau officiel commandé par Walt Disney pour les Jeux de 1960.

Le président du « Comité des spectacles » est Walt Disney, responsable de réaliser les cérémonies d'ouverture et de clôture. Il prévoit la cérémonie d'ouverture avec 5 000 artistes, la libération de 2 000 pigeons et huit coups de canon, un pour chacun des précédents Jeux olympiques d'hiver. Elle a lieu le 18 février 1960 à la Blyth Arena. La neige abondante tombée le matin de l'ouverture cause des problèmes de circulation et le report d'une heure de la cérémonie. Les festivités commencent par un roulement de tambours et la levée des drapeaux des 30 pays participants sur des mats spécialement conçus pour l'occasion. Alors que le porte-drapeau grec mène le traditionnel défilé des nations, le temps se calme et la suite de la cérémonie longue de deux heures se déroule sous le soleil. Le vice-président Richard Nixon représente le gouvernement des États-Unis et déclare l'ouverture des Jeux. La flamme olympique est allumée par Kenneth Henry, champion olympique de la course de patinage de vitesse de 500 mètres en 1952 à Oslo. Le Serment olympique est dit par la patineuse artistique Carol Heiss au nom de tous les athlètes. Des feux d'artifice concluent la cérémonie pendant que les athlètes quittent le stade.

### Épreuves
Pendant les Jeux, 27 épreuves dans 8 disciplines et 4 sports sont disputées. Le biathlon et les épreuves féminines de patinage de vitesse sont ajoutés au programme. Après un sondage indiquant que seulement neuf pays enverraient une équipe de bobsleigh, les organisateurs décident de ne pas mettre ce sport au programme. Malgré les pétitions de la Fédération internationale de bobsleigh et de tobogganing, ils estiment que les neuf nations participantes ne justifient pas les coûts de construction d'une piste de bobsleigh. C'est la seule fois de l'histoire des Jeux d'hiver que le bobsleigh ne fait pas partie du programme,.

#### Hockey sur glace
Le tournoi de hockey sur glace a lieu dans la Blyth Arena et le Squaw Valley Olympic Skating Rink. Des controverses sur le statut amateur de certains joueurs assombrissent la compétition. Les officiels canadiens commencent à protester contre les « amateurs professionnels » des pays du bloc de l'Est, particulièrement de l'Union soviétique. Ils avancent que les Soviétiques donnent à leurs meilleurs joueurs de hockey des faux emplois militaires qui leur permettent de jouer au hockey à plein temps, ce qui les avantage. Cette question, qui est mise en avant pour la première fois aux Jeux de 1960, mène au boycott canadien du tournoi de hockey sur glace aux Jeux olympiques d'hiver de 1972. Étonnamment, l'équipe des États-Unis remporte la médaille d'or, en battant les équipes favorites canadiennes et soviétiques, qui prennent respectivement l'argent et le bronze. C'est la première médaille d'or olympique des hockeyeurs américains, et c'est la dernière fois que les Soviétiques ne gagnent pas le tournoi olympique jusqu'à la victoire américaine en 1980.

#### Patinage artistique
Tenue dans la Blyth Memorial Arena, la compétition de patinage artistique a lieu entre le 19 et le 26 février. Il y a trois épreuves : l'épreuve masculine, féminine et par couple. Chez les hommes, l'Américain David Jenkins, frère du champion olympique des Jeux de 1956 Hayes Alan Jenkins, gagne la médaille d'or. C'est sa seconde médaille olympique après le bronze en 1956. Le Tchécoslovaque Karol Divín prend la médaille d'argent, qui est la seule médaille de son pays à ces Jeux, et le Canadien Donald Jackson gagne le bronze,. L'Américaine Carol Heiss, deuxième en 1956, devient championne olympique en 1960. La Néerlandaise Sjoukje Dijkstra prend la médaille d'argent, avant de finir sa carrière amateur avec une médaille d'or olympique en 1964. Barbara Roles, compatriote de Carol Heiss, prend le bronze. L'Union soviétique fait ses débuts olympiques en patinage artistique en envoyant deux couples dans une épreuve qu'elle domine lors des Jeux suivants. La compétition par couple est remportée par les Canadiens Barbara Wagner et Robert Paul, vainqueurs des trois derniers championnats du monde. Les champions d'Europe allemands Marika Kilius et Hans-Jürgen Bäumler obtiennent l'argent et le couple marié américain Ron et Nancy Ludington prend le bronze. En patinage artistique, les athlètes du pays hôte gagnent les titres olympiques des hommes et des femmes ainsi que deux médailles de bronze.

#### Ski de fond

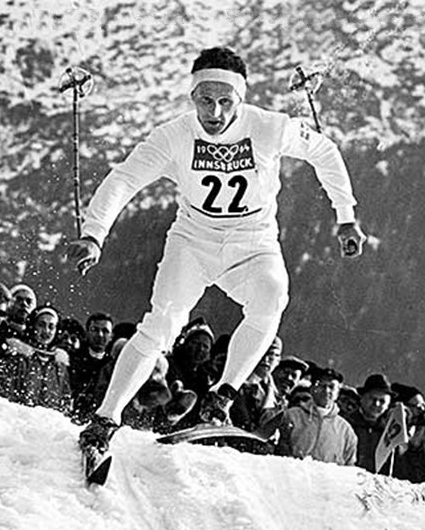
Le Suédois Sixten Jernberg dans une course de ski de fond.

Il y a 6 courses de ski de fond aux Jeux d'hiver de 1960 : 4 masculines et 2 féminines, toutes disputées au complexe McKinney Creek. Les Soviétiques raflent les trois médailles de l'épreuve féminine de 10 kilomètres. C'est la première fois que ce pays prend les trois médailles d'une épreuve que Jeux d'hiver,. Elles sont cependant devancées par les Suédoises dans le relais 3 × 5 kilomètres. Les pays nordiques dominent la compétition masculine. Le bûcheron suédois Sixten Jernberg ajoute une médaille d'or et une d'argent à ses quatre récompenses obtenues en 1956. Il gagne encore deux fois l'or et une fois le bronze en 1964 pour finir sa carrière avec neuf médailles. En 1964, c'est l'athlète le plus médaillé de l'histoire aux Jeux d'hiver,. Le skieur finlandais Veikko Hakulinen ajoute une médaille de chaque métal à ses deux médailles d'or et deux d'argent remportées en 1952 et en 1956. Il participe à nouveau en 1964, mais n'arrive pas sur un podium,.

#### Patinage de vitesse
Les femmes peuvent participer aux épreuves olympiques de patinage de vitesse pour la première fois en 1960. L'Union soviétique a demandé qu'elles puissent déjà concourir en 1956, mais le CIO a rejeté cette demande. Elle est ensuite remise en question pour les Jeux de 1960 et, comme les femmes font des compétitions internationales depuis 1936 et ont des championnats du monde, le CIO donne son accord pour quatre épreuves : les courses de 500, 1 000, 1 500 et 3 000 mètres. La compétition a lieu au Squaw Valley Olympic Skating Rink, qui est une patinoire extérieure avec une piste ovale et de la glace artificielle, une première pour le patinage de vitesse aux Jeux olympiques. Grâce à l'altitude et à la glace artificielle, la piste est la plus rapide au monde, comme le montre le record du Norvégien Knut Johannesen sur 10 000 mètres. En 15 minutes et 46,6 secondes, il est le premier à passer sous la barre des 16 minutes et bat le précédent record de 46 secondes. Malgré la victoire de Johannesen, les Soviétiques dominent la discipline en gagnant six des huit courses. Evgueni Grichine remporte les courses de 500 et 1 500 mètres, mais partage la première place du 1 500 mètres avec le Norvégien Roald Aas. La Soviétique Lidia Skoblikova devient aussi double championne olympique en remportant le 1 500 et 3 000 mètres. Les patineuses polonaises Helena Pilejczyk et Elwira Seroczyńska se placent au deuxième et au troisième rang dans le 1 500 mètres, remportant les seules médailles polonaises de ces Jeux et la deuxième et la troisième médaille de l'histoire pour leur pays aux Jeux d'hiver.

#### Ski alpin

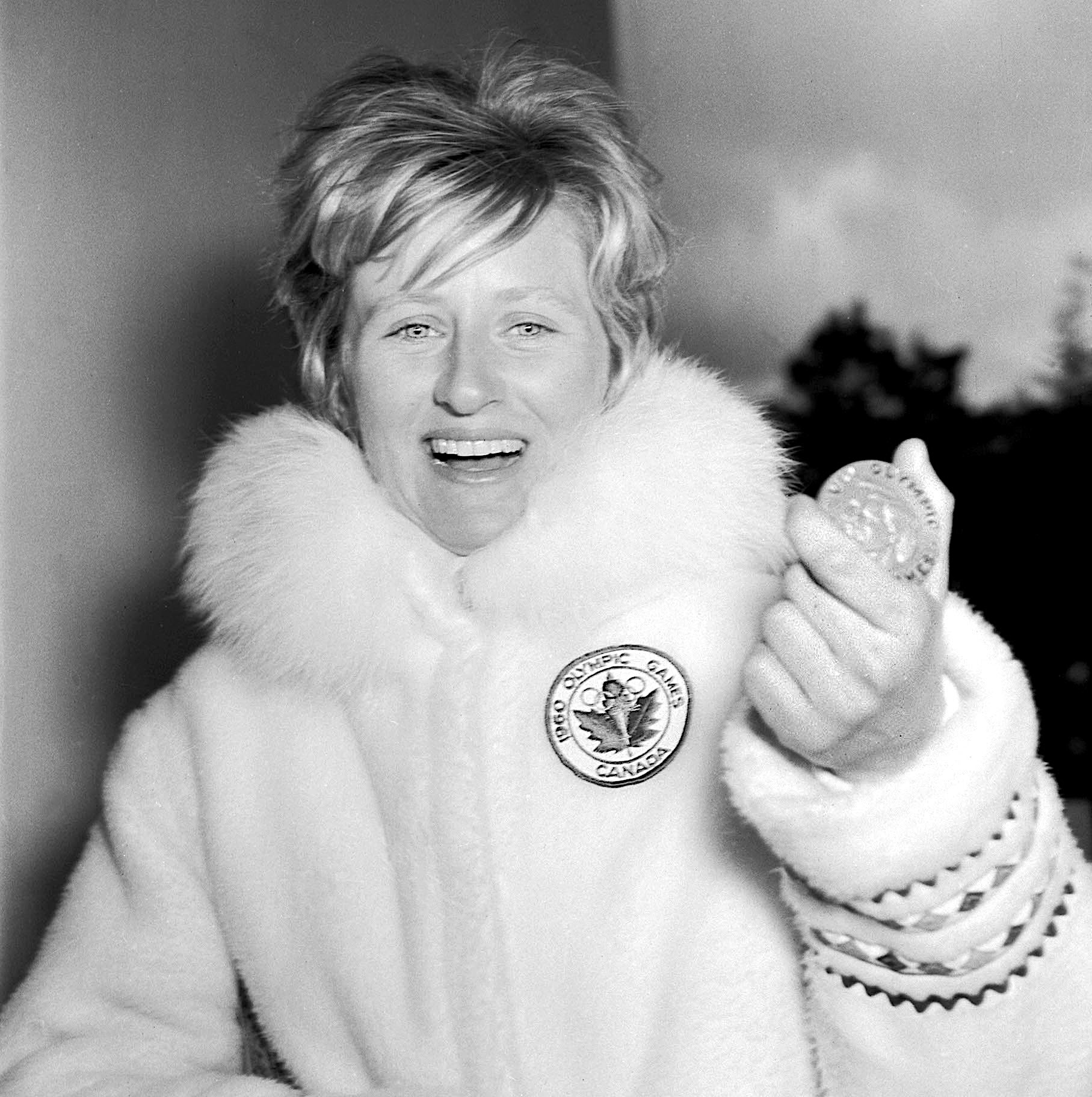
La Canadienne Ann Heggtveit, championne olympique de slalom, avec sa médaille d'or.

Malgré le manque d'infrastructures, la station a des pentes raides sur les montagnes environnantes, ce qui donne quelques-unes des courses de ski alpin les plus difficiles de l'histoire olympique. Six compétitions de ski alpin ont lieu entre le 20 et le 26 février : trois masculines et trois féminines. Il s'agit de la descente, du slalom géant et du slalom. La descente masculine est remportée par le Français Jean Vuarnet, qui est le premier à devenir champion olympique avec des skis métalliques. Il est l'inventeur de la « position de l'œuf » : le skieur est replié sur lui-même et améliore son aérodynamisme. Cette technique est utilisée depuis par tous les skieurs pendant le schuss. Le Suisse Roger Staub est champion olympique en slalom géant et l'Autrichien Ernst Hinterseer gagne le slalom. Il a aussi le bronze en slalom géant. L'Allemande Heidi Biebl remporte la descente féminine, la Suissesse Yvonne Rüegg obtient le deuxième titre olympique pour son pays en ski alpin en gagnant le slalom géant et la Canadienne Anne Heggtveit s'adjuge le slalom. L'Américaine Penny Pitou obtient deux médailles d'argent en descente et en slalom géant. La Suisse est la seule nation à remporter deux titres olympiques, ce qui lui permet de terminer en tête du tableau des médailles du ski alpin, mais ce sont aussi les deux seules médailles suisses de ces Jeux, ce qui semble déjà annoncer la terrible débâcle de JO de 1964.

#### Biathlon

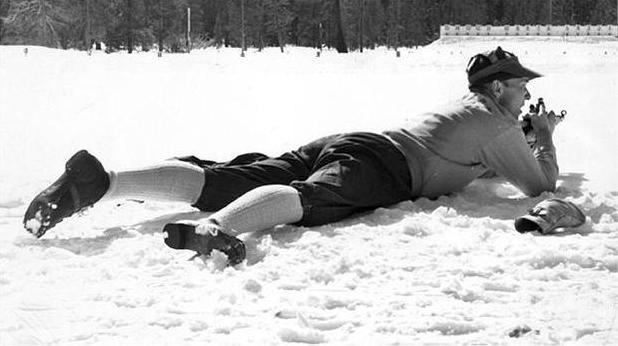
Klas Lestander pendant l'épreuve de biathlon.

Le biathlon dont les règles mises au point par l'Union Internationale de Pentathlon Moderne sont approuvées à l'automne 1956 est aussitôt accepté en tant que sport olympique officiel par le CIO. Le Comité International Olympique était en effet toujours demandeur d'une épreuve pluri-disciplinaire hivernale après la tentative avortée de pentathlon d'hiver et l'abandon de la patrouille militaire. Le biathlon se trouve donc inscrit au programme dès 1960 sans avoir à faire ses preuves comme sport de démonstration. Ce nouveau sport s'inspire en grande partie de la patrouille militaire qui fut longtemps sport de démonstration aux Jeux olympiques d'hiver (en 1928, 1936 et 1948) après une toute première et unique épreuve officielle aux Jeux Olympiques de 1924. Elle était réservée aux militaires. La patrouille militaire est abandonnée en 1948 à cause des sentiments antimilitaristes après la Seconde Guerre mondiale. Bien plus élaboré que son ancêtre de la patrouille, le biathlon présente l'avantage d'une pratique en individuel. Il comprend une course de ski de fond de 20 kilomètres avec 4 stands de tir de 100 à 250 mètres sur le parcours. Le Suédois Klas Lestander devient le premier champion olympique de biathlon. Le Finlandais Antti Tyrväinen et le Soviétique Aleksandr Privalov prennent respectivement l'argent et le bronze.

#### Combiné nordique
La compétition de combiné nordique a lieu le 21 février sur le tremplin de saut à ski Papoose Peak Jumps et au complexe de ski de fond McKinney. Les athlètes font trois sauts suivis d'une course de ski de fond de 15 kilomètres. L'Allemand Georg Thoma devient le premier non-scandinave à remporter l'épreuve. Il gagne aussi le bronze au combiné nordique en 1964. Le Norvégien Tormod Knutsen et le Soviétique Nikolay Gusakov se placent respectivement à la deuxième et à la troisième place. La femme de Gusakov, Maria, participe aux épreuves de ski de fond et remporte une médaille d'or et une d'argent,.

#### Saut à ski

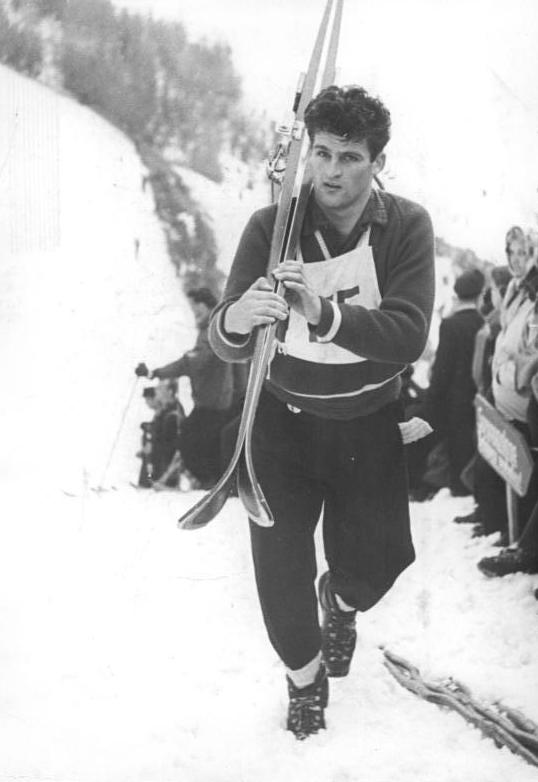
Helmut Recknagel à une épreuve de saut à ski.

Il y a une épreuve masculine de saut à ski aux Jeux d'hiver de 1960 : celle du tremplin normal, tenue le 28 février. La compétition inclut le grand tremplin dès 1964. Helmut Recknagel devient le premier Allemand à remporter la compétition,. En 1994, il est rejoint par Jens Weißflog. Ce sont les deux seuls champions olympiques allemands de l'histoire en saut à ski. Le Finlandais Niilo Halonen et l'Autrichien Otto Leodolter gagnent les médailles d'argent et de bronze.

### Cérémonie de clôture
Les Jeux se terminent à la Blyth Arena devant 20 000 personnes. Les drapeaux des nations participantes sont suivis des athlètes, qui défilent en groupe sans distinctions nationales. Les porte-drapeaux se placent en demi-cercle autour de l'estrade et les hymnes nationaux de la Grèce, nation fondatrice des Jeux olympiques, des États-Unis, pays hôte, et de l'Autriche, pays hôte des prochains Jeux d'hiver, sont joués pendant que leurs drapeaux respectifs sont levés. Le président du CIO Avery Brundage déclare ensuite la clôture des Jeux et la flamme olympique est éteinte. Les Jeux sont conclus par le lâcher de plusieurs milliers de ballons.

### Tableau des médailles
- Pays organisateur (États-Unis)

| Rang  | Nation                     | Or | Argent | Bronze | Total |
| ----- | -------------------------- | -- | ------ | ------ | ----- |
| 1     | Union soviétique           | 7  | 5      | 9      | 21    |
| 2     | Équipe unifiée d’Allemagne | 4  | 3      | 1      | 8     |
| 3     | États-Unis                 | 3  | 4      | 3      | 10    |
| 4     | Norvège                    | 3  | 3      | 0      | 6     |
| 5     | Suède                      | 3  | 2      | 2      | 7     |
| 6     | Finlande                   | 2  | 3      | 3      | 8     |
| 7     | Canada                     | 2  | 1      | 1      | 4     |
| 8     | Suisse                     | 2  | 0      | 0      | 2     |
| 9     | Autriche                   | 1  | 2      | 3      | 6     |
| 10    | France                     | 1  | 0      | 2      | 3     |
| 11    | Pays-Bas                   | 0  | 1      | 1      | 2     |
| 11    | Pologne                    | 0  | 1      | 1      | 2     |
| 13    | Tchécoslovaquie            | 0  | 1      | 0      | 1     |
| 14    | Italie                     | 0  | 0      | 1      | 1     |
| Total | Total                      | 28 | 26     | 27     | 81    |

### Sportifs les plus médaillés
| Rang | Athlète                | Sport               | Or | Argent | Bronze | Total |
| ---- | ---------------------- | ------------------- | -- | ------ | ------ | ----- |
| 1    | Evgueni Grichine (URS) | Patinage de vitesse | 2  | 0      | 0      | 2     |
| 1    | Lidia Skoblikova (URS) | Patinage de vitesse | 2  | 0      | 0      | 2     |
| 3    | Veikko Hakulinen (FIN) | Ski de fond         | 1  | 1      | 1      | 3     |
| 4    | Håkon Brusveen (NOR)   | Ski de fond         | 1  | 1      | 0      | 2     |
| 4    | Maria Gusakova (URS)   | Ski de fond         | 1  | 1      | 0      | 2     |
| 4    | Helga Haase (EUA)      | Patinage de vitesse | 1  | 1      | 0      | 2     |
| 4    | Sixten Jernberg (SWE)  | Ski de fond         | 1  | 1      | 0      | 2     |
| 4    | Knut Johannesen (NOR)  | Patinage de vitesse | 1  | 1      | 0      | 2     |
| 4    | Viktor Kosichkin (URS) | Patinage de vitesse | 1  | 1      | 0      | 2     |

## Sites
Le manque d'installations avant les Jeux donne la liberté aux organisateurs de construire les sites d'après les besoins des athlètes. Ils veulent des sites proches les uns des autres pour que les athlètes et les spectateurs puissent les atteindre à pied. Ils réussissent ce souhait, à l'exception des épreuves de ski de fond, qui sont organisées à McKinney Creek, à 19 kilomètres de Squaw Valley. Aux précédents Jeux d'hiver, les athlètes étaient logés dans des hôtels et chez des familles locales. Comme il n'y a pas de telles installations à Squaw Valley, les organisateurs décident de construire le premier véritable village olympique aux Jeux d'hiver. Les athlètes dorment dans quatre bâtiments de trois étages et mangent ensemble. Le complexe est centré, avec des accès vers tous les sites sportifs.
La Blyth Memorial Arena est le point central des Jeux. Elle accueille les cérémonies d'ouverture et de clôture, les épreuves de patinage artistique, plusieurs courses de patinage de vitesse ainsi que la plupart des matches de hockey sur glace. Les autres compétitions de hockey sur glace et de patinage de vitesse sont disputées sur le Squaw Valley Olympic Skating Rink, qui est une patinoire extérieure avec de la glace artificielle. Ces trois sports sont concourus à l'intérieur et sur de la glace artificielle pour la première fois de l'histoire olympique. Le stade a une capacité de 11 000 personnes, dont 8 500 assises. Une extrémité du stade peut être ouverte ou fermée selon la compétition. Pendant les cérémonies, elle est ouverte pour laisser entrer les athlètes, et elle est fermée pendant les compétitions pour accueillir plus de spectateurs. Une machine spéciale est créée pour refaire la surface de la glace. Elle peut préparer une nouvelle surface de glace pour la piste de patinage de vitesse de 400 mètres en 45 minutes. En plus de refaire la surface de la glace, la machine crée les limites en neige qui délimitent les pistes. Le toit est conçu sur un principe de suspension en utilisant des câbles plutôt que des piliers, ce qui enlève les obstacles visuels pour le public mais affaiblit la force du toit. La neige qui pourrait s'accumuler sur le toit est une préoccupation, mais les concepteurs prévoient d'utiliser la chaleur générée par le système de réfrigération pour faire fondre la neige,. Il y a des erreurs dans la conception et des erreurs de calculs sur la charge que le toit peut supporter, et une partie du toit s'effondre lors d'une tempête de neige particulièrement forte en 1983. Le bâtiment est ensuite démoli,.
Les montagnes dominant Squaw Valley sont utilisées pour les épreuves de ski alpin. La descente des femmes ainsi que le slalom et le slalom géant des hommes sont concourus sur la montagne KT-22, tandis que le slalom géant et le slalom des femmes sont disputés sur le Little Papoose Peak. Squaw Peak est le site de la descente masculine. Avant les Jeux, des craintes que les pistes n'atteignent pas les standards internationaux persistent. Pour répondre à ces inquiétudes, une épreuve de test est organisée en 1959 à laquelle participent des délégués de la Fédération internationale de ski. Ils assurent que les épreuves seraient conformes aux règles de la FIS. Des gradins sont construits pour les officiels, les entraîneurs et les spectateurs et des cabines de diffusion pour la radio et la télévision sont installées. Le tremplin de saut à ski Papoose Peak Jumps est situé sur le Little Papoose Peak juste en face de la Blyth Arena. Dessiné par le sauteur à ski et architecte allemand Heini Klopfer, le tremplin est innovant. Il y a trois des sauts de trois hauteurs différentes : 40, 60 et 80 mètres. Des grands arbres de chaque côté protègent les sauteurs du vent et le tremplin est orienté pour qu'ils aient le soleil dans le dos pendant les sauts. Le tremplin n'est plus utilisé actuellement.
Le McKinney Creek Stadium accueille les courses de ski de fond, qui incluent le biathlon et une partie du combiné nordique. Il est composé d'un bâtiment de chronométrage, de deux bâtiments pour les athlètes et les employés de la course, d'un tableau de scores et de gradins de 1 200 places. Les stands de tir sont supervisés par des sous-officiers de l'armée américaine.
La station se développe après les Jeux. Elle accueille quatre courses de la Coupe du monde de ski alpin en 1969. Actuellement[Quand ?], il y a 30 remontées et plus de 170 pistes de ski. 950 lits d'hôtels sont à disposition.